# Daniel Brailovsky
Daniel Alberto Brailovsky Poliak (hebräisch אלברטו דניאל בריילובסקי, * 18. November 1958 in Buenos Aires), auch bekannt unter seinem Spitznamen El Ruso (dt. Der Russe)  ist ein ehemaliger israelisch-argentinischer Fußballspieler, der vorwiegend im offensiven Mittelfeld agierte. Nach seiner aktiven Laufbahn begann Brailovsky eine Tätigkeit als Trainer.

## Leben
Brailovsky begann seine Porifkarriere 1976 bei Peñarol Montevideo, mit dem er 1978 uruguayischer Meister wurde. Im selben Zeitraum wurde er auch in die uruguayische Juniorennationalmannschaft berufen.
1979 ging er nach Argentinien zurück, wo er zunächst bei den All Boys und anschließend bei Independiente unter Vertrag stand. Während seiner Zeit bei Independiente berief Nationalcoach César Luis Menotti ihn in die argentinische Nationalmannschaft.
Im Sommer 1982 wechselte er in die mexikanische Liga zum Hauptstadtverein América, mit dem er seine erfolgreichste Phase hatte und dreimal in Folge mexikanischer Meister wurde.
Seine letzten Jahre als Fußballprofi verbrachte er beim israelischen Spitzenklub Maccabi Haifa, bei dem er seine aktive Laufbahn ausklingen ließ.
Im Anschluss an seine aktive Zeit trainierte Brailovsky diverse Vereine; unter anderem in Mexiko den CD Veracruz, seinen Exverein América und den Club Necaxa.

## Erfolge
- Uruguayischer Meister: 1978
- Mexikanischer Meister: 1983/84, 1984/85, Prode 85